# Freie Waldorfschule Wetterau
Die Freie Waldorfschule Wetterau (FWW) ist eine Waldorfschule in Bad Nauheim.

## Allgemein
Die Freie Waldorfschule Wetterau ist eine allgemeinbildende Schule ab Klasse 1 mit staatlich anerkannter und berufsweltorientierter gymnasialer Oberstufe. Sie arbeitet nach den Grundsätzen der Waldorfpädagogik. Die Schule wird von Eltern und Lehrern gemeinsam getragen, das heißt die Eltern werden in alle Bereiche intensiv einbezogen. Die Freie Waldorfschule hat etwa 550 Schüler, die von rund 60 Lehrkräften unterrichtet werden.
Das große Engagement der Schüler zeigt sich in vielen öffentlichen Aufführungen, beispielsweise sang der Oberstufenchor 2008 bei einem Schulkonzert die Carmina Burana.
Im Sommer 2002 wurde eine Varieté AG gegründet, in der sich seither regelmäßig etwa 80 Schüler, Ehemalige und Varietébegeisterte treffen. Einmal im Jahr gibt es eine große Aufführung, auf die das ganze Jahr hingearbeitet wird. Die erste Aufführung fand im Juli 2003 statt. Im Sommer 2009 fand bereits die siebte Show statt. 2012 fand zusätzlich zu den üblichen fünf ausverkauften Shows noch eine Jubiläumsshow zum zehnjährigen Bestehen des Vereins statt, in der Artisten früherer Shows auftraten.
Ab der 5. Klasse führt die FWW die Zweizügigkeit ein.
Zu Beginn des Schuljahres 2010/2011 wurde die schuleigene Sporthalle und ein neues Werkgebäude, mit hauseigener Schmiede, auf dem Gelände der Schule eröffnet.
In der 11. Klasse verzweigt sich die Klasse in BOS (Berufsorientierte Oberstufe) und GOS (Gymnasiale Oberstufe). In der BOS können die Schüler ihren Realschulabschluss verbessern. 12 Wochen im Jahr müssen die Schüler mehrere Praktika absolvieren (mindestens zwei). Zusätzlich bekommen die Schüler eine Berufsberatung der Agentur für Arbeit und ein spezielles Bewerbungs- und Vorstellungsgesprächtraining.

## Besonderheiten
- Neben den klassischen Schulfächern sind unter anderem Musik, künstlerisches und handwerkliches Gestalten, Eurythmie und Gartenbau obligatorische Unterrichtsinhalte,
- Englisch und Französisch ab der 1. Klasse,
- Hausbau-, Landbau- und Handwerkerepoche,
- Mittelstufenchor/-orchester und Oberstufenchor/-orchester für alle,
- Eine Vielzahl von Praktika:
  - 9. Klasse: Landbaupraktikum und Betriebspraktikum,
  - 10. Klasse: Feldmesspraktikum,
  - 11. Klasse: Sozialpraktikum,
  - 12. Klasse: Kunsthistorische Fahrt,
- Theaterspiel: jede 6., 8. und 12. Klasse führt ein komplettes Bühnenstück auf,
- Patenschaften zwischen Unter- und Oberstufe,
- Zirkus-AG und Varieté-AG.

## Auszeichnungen
- 2001/2002: Umweltschule in Europa, vergeben durch die Deutsche Gesellschaft für Umwelterziehung, an der zehn Bundesländer beteiligt sind[1]